# Droiturier
 Droiturier  là một xã ở tỉnh Allier thuộc miền trung nước Pháp.